# 單一選區兩票制
單一選區兩票制（single-district two-votes system），又称「混合制」（mixed-member electoral system），中國大陸有學者稱之為「一票雙選制」，是一種在民主政治中，结合了比例代表制和多数代表制（小選區制）的选举制度。选民需要投两票，一票投候选人（地方代表），一票投选政黨，用來決定選舉最終的當選席次總數。

## 概要
- 源自台灣政治學界造詞，將「單一選區制」（single-member district）與「兩票制」（two votes system）結合起來，以解釋德國小選區與比例代表混合選舉制度。常見於過去中華民國修憲、立法委員選舉討論及輿論上。韓國則稱為「1人2票制」（1인2표제）。

- 原指德國聯立制，但隨著日本並立制、英國附帶席位制等衍生型態出現，而成為此種選舉制度的統稱。[2]

## 投票方式
選舉時將全國分區，每個選區均推派候選人，而各政黨亦推出名單的候選人，即為政黨代表。投票時每個選民有兩票，一票投選區域候選人，一票投選政黨。區域候選人由第一票之得票率（在分區的排名）決定當選與否；而政黨推出的名單候選人則由第二票之政黨總得票率按比例分配席次。此制主要可分為「聯立制」、「並立制」及「附帶席位制」三種。大多數情況下以並立制最為建立出穩定的議會。

## 類型

### 聯立制
採取聯立制者包括德國的國會選舉。

### 並立制
採取並立制的國家包含日本的國會選舉以及中華民國的立法委員選舉（自2008年起實施）。

## 補償效果
聯立制別稱補償制，以政黨得票分配席次，先扣除各黨在單一選區當選的議席，不足再由政黨比例代表名單補足，此為「補償席次」（compensatory seat），彌補政黨在選票與席次上的「比例性偏差」（disproportionality）。單一選區名額愈高相對地比例性愈低，比例性偏差也愈嚴重；然而只要單一選區能與比例代表選區連結計算席次，可藉技術上席次分配方式補償，以降低比例性偏差。因此在分類上不能只看單一選區名額比重，還得視對小黨的補償效果而定。
另外，並立制雖別稱補充制，以額外補充席次形式抵減可能出現的比例性偏差，因是單一選區、政黨比例代表席次分開計算，無法針對單一選區情形補償，其比例性偏差結果最嚴重；除非選民積極採取「分裂投票」（split-ticket voting），否則只會造成大黨有所斬獲、小黨卻杯水車薪。

## 雙重提名
不論德國聯立制或日本並立制，均有雙重提名（dual candidacy，或稱「重複登記（提名）」）設定，即候選人同時參選單一選區及名列政黨比例代表名單，一旦在單一選區獲勝，就從名單中剔除、順位遞補；若落選可依政黨得票分配席次「敗部復活」。
日本則多了「惜敗率」的運用，其公式：該單一選區落選者得票數除以該單一選區當選者得票數。政黨可將不同單一選區候選人在名單中排同一優先順位，以單一選區落選但惜敗率高者取得席次。
目前中華民國是少數採取並立制卻無雙重提名的國家。

## 各國或地區的混合制
| 國家或地區       | 選制       |
| ---------------- | ---------- |
| 安道尔           | 並立制     |
| 亞美尼亞         | 多數獎勵   |
| 玻利维亚         | 联立制     |
|                  | 並立制     |
| 德国             | 联立制     |
| 希腊             | 多數獎勵   |
| 几内亚           | 並立制     |
| 匈牙利           | 扣除制     |
| 義大利           | 並立制     |
| 日本             | 並立制     |
| 约旦             | 並立制     |
| 賴索托           | 联立制     |
| 立陶宛           | 並立制     |
| 毛里塔尼亚       | 並立制     |
| 墨西哥           | 並立制     |
| 摩納哥           | 並立制     |
| 蒙古国           | 並立制     |
| 摩洛哥           | 並立制     |
| 尼泊尔           | 並立制     |
| 新西兰           | 联立制     |
| 菲律賓           | 並立制     |
| 俄羅斯           | 並立制     |
| 圣马力诺         | 多數獎勵   |
| 苏格兰           | 附带席位制 |
| 塞内加尔         | 並立制     |
| 塞舌尔           | 並立制     |
|                  | 並立制     |
| 斯里蘭卡         | 並立制     |
| 中華民國（臺灣） | 並立制     |
|                  | 並立制     |
| 坦桑尼亚         | 並立制     |
| 乌克兰           | 並立制     |
| 委內瑞拉         | 並立制     |
|                  | 附带席位制 |
| 辛巴威           | 並立制     |

## 外部連結
- 蘇子喬、王業立. 為何廢棄混合式選舉制度？－義大利、俄羅斯與泰國選制改革之研究PDF. 東吳政治學報第28卷第3期. 2010-09.
- 匈牙利政黨組織及政黨法律規範考察報告. 公務出國報告資訊網. 2011-03-08
- 關於我國實施單一選區兩票制之研究，可參考國內第一本單一選區兩票制之學術論著：蔡學儀，《單一選區兩票制新解》（台北：五南圖書出版公司，2009年）。